# Podocarpus urbanii
Podocarpus urbanii е вид растение от семейство Podocarpaceae. Видът е критично застрашен от изчезване.

## Разпространение
Разпространен е в Ямайка.